# Sárospataki kistérség
A Sárospataki kistérség egy kistérség volt Borsod-Abaúj-Zemplén megyében, központja Sárospatak volt. 2014-ben az összes többi kistérséghez hasonlóan megszűnt.

## Települései
| Bodrogolaszi | Erdőhorváti | Györgytarló  | Háromhuta   | Hercegkút   |
| Kenézlő      | Komlóska    | Makkoshotyka | Olaszliszka | Sárazsadány |
| Sárospatak   | Tolcsva     | Vajdácska    | Vámosújfalu | Viss        |
| Zalkod       |             |              |             |             |